# Opsilia transcaspica
Opsilia transcaspica är en skalbaggsart som först beskrevs av Fuchs 1955.  Opsilia transcaspica ingår i släktet Opsilia och familjen långhorningar. Inga underarter finns listade i Catalogue of Life.